# Franciscus Hexspoor
Franciscus Hexspoor (Heusden, 12 augustus 1861 - Waalwijk, 2 september 1931) was een Nederlandse handboogschutter. Hij nam eenmaal deel aan de Olympische Spelen, maar won bij die gelegenheid geen medaille.
Hexspoor was een van de zes Nederlandse deelnemers aan het boogschieten op de Olympische Spelen van 1900 in Parijs. Hij schoot op het onderdeel 'sur la perche à la Herse' en werd in de eerste ronde uitgeschakeld.
In zijn actieve tijd was hij aangesloten bij Nooit Volleerd in Tilburg. Hij was van beroep edelsmid, smid, ketelmaker en werd later rijwielhandelaar.
Parijs 1900 · 
St. Louis 1904 · 
Londen 1908 · 
Antwerpen 1920 · 
München 1972 · 
Montréal 1976 · 
Moskou 1980 · 
Los Angeles 1984 · 
Seoel 1988 · 
Barcelona 1992 · 
Atlanta 1996 · 
Sydney 2000 · 
Athene 2004 · 
Peking 2008 · 
Londen 2012 · 
Rio de Janeiro 2016 · 
Tokio 2020 · 
Parijs 2024 · 
Los Angeles 2028
Medaillewinnaars 